# Histoire de Sydney

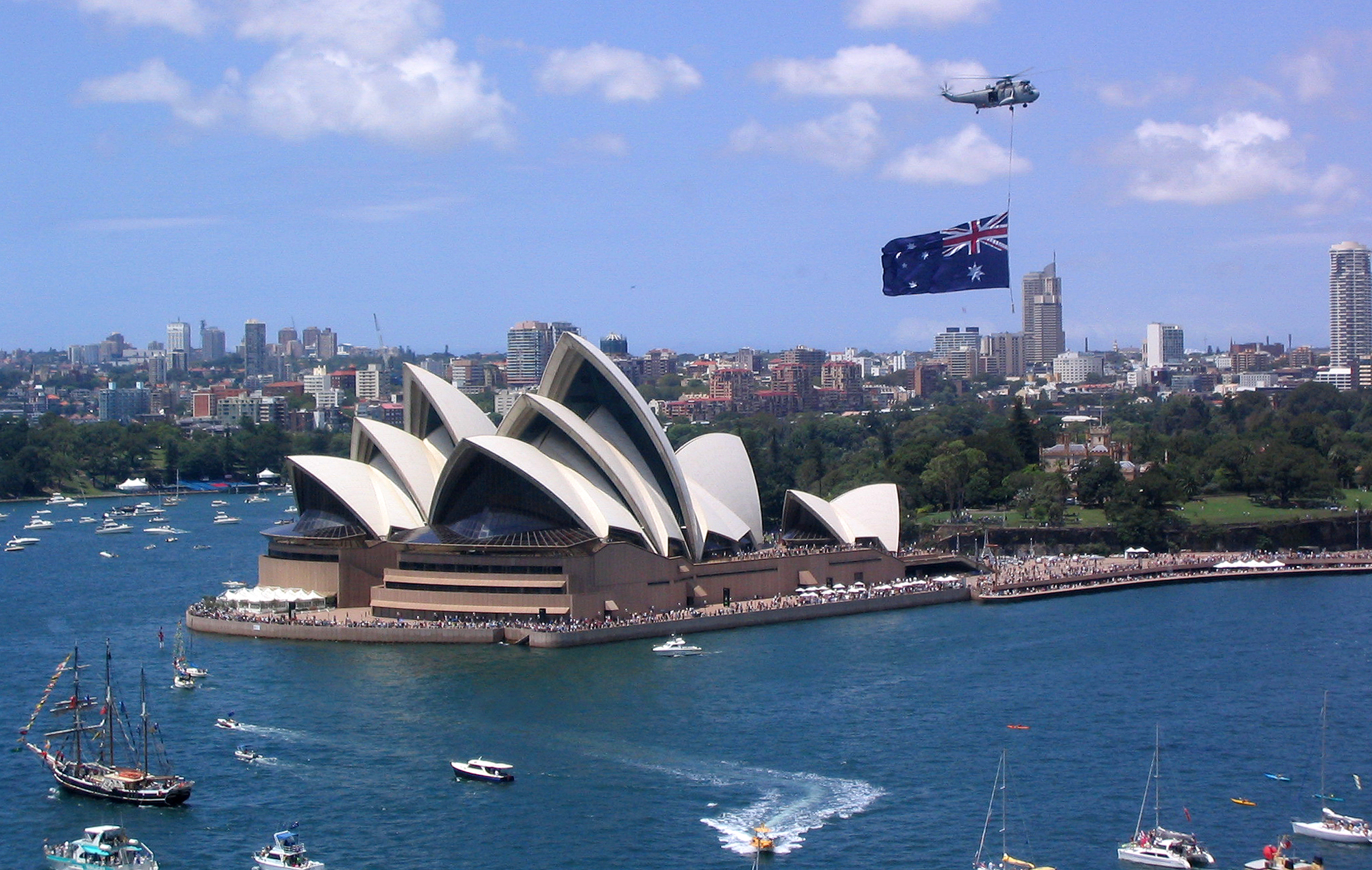
L'Opéra de Sydney avec le Drapeau de l'Australie, '[Australia Day]' 2004.

L'histoire de Sydney détaille le développement de la capitale de la Nouvelle-Galles du Sud depuis le début de la colonisation européenne jusqu'à son épanouissement en un centre commercial et financier moderne, en faisant la plus grande agglomération d'Australie. On y incorporera ici la période antérieure d'occupation aborigène qui devrait être classée en préhistoire.

## Époque pré-européenne

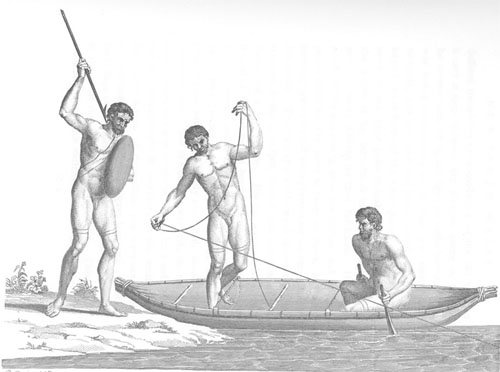
Natives of Botany Bay (1789).

L'histoire de Sydney remonte aux temps préhistoriques. Les Aborigènes d'Australie ne connaissant pas l'écriture, toute la période où ils étaient les seuls habitants du continent australien est classée dans la Préhistoire du continent.
Les premières présences humaines sur le continent australien remonte de 40 000 à 60 000 ans -suivant les différents chercheurs- avant notre ère. À cette époque, huit détroits séparaient Java et l'Australie. Les premières personnes durent donc arriver en bateau au nord d'Australie, découvrant un horizon inconnu. Les colons se sont ensuite déplacés progressivement vers le sud et, par la suite, sont arrivés à Sydney. Il y a environ 13 000 ans, à la fin de la période glaciaire, la Nouvelle-Guinée et la Tasmanie se sont séparées du reste du continent et les Aborigènes d'Australie ont commencé une longue période d'isolement, coupée de toute influence extérieure.
La zone entourant Port Jackson (Sydney Harbour) a été le territoire de tribus aborigènes pendant plus de 40 000 ans. Bien que l'urbanisation ait détruit la majorité de ces implantations, il reste encore des centaines d'outils en pierre dans certains endroits, attestant de l'ancienneté de cette présence. Sydney est réputée pour avoir la collection d'outils anciens la mieux conservée au monde car ils sont faits principalement à partir de grès, matière idéale et très appropriée pour tailler des outils.
À la fin des années 1800, le creusement d'un canal à Alexandria (au sud-est de la ville) a mis en évidence les vestiges d'un campement aborigène estimé à au moins 7 000 ans; des découvertes plus récentes dans des grottes près de Glenbrook dans la partie basse des Montagnes bleues, à l'ouest de Sydney, montrent des traces d'occupation aborigènes datant de plus de 20 000 ans.
Les populations aborigènes avaient une mythologie commune appelée le temps du rêve ou le rêve. Le « temps du rêve » explique les origines du monde, de l’Australie et de ses habitants. L'art indigène australien est l'une des traditions les plus anciennes du monde. On peut trouver des exemples d'art rupestre dans les parcs comme le Parc national Ku-ring-gai Chase à Sydney.

## Peuplement européen

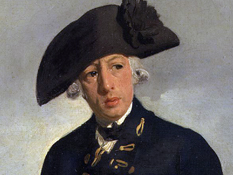
Le Capitain Arthur Phillip, le premier gouverneur de Nouvelle-Galles du Sud.

L'intérêt des Européens pour l'Australie a augmenté avec l'exploration de Botany Bay (actuellement un quartier au sud de Sydney) en 1770 par le capitaine James Cook. Sur instructions du gouvernement britannique, un établissement pénitentiaire est créé par Arthur Phillip en 1788 avec l'arrivée de la First Fleet, le 28 janvier. Le voyage depuis l'Angleterre est le plus long jamais réalisé par un groupe aussi nombreux. Les premiers temps sont marqués par une mortalité importante parmi les arrivants. Au départ, Phillip s'installa d'abord à Botany Bay mais, très rapidement, ne fut pas satisfait par son choix. Après un court voyage en bateau vers le nord, Phillip mit pied à terre à Sydney Cove dans Port Jackson (le vrai nom du port de Sydney). Phillip appela d'abord l'endroit la "Nouvelle Albion" mais pour des raisons qui ne sont pas très claires, l'endroit prit le nom de "Sydney", du nom du Secrétaire d'État à l'Intérieur en 1789, Thomas Townshend, 1er Vicomte de Sydney. Ce choix est peut-être dû au fait que c'est lui qui signa l'acte autorisant Phillip à créer une colonie.
Ces premières années sont surnommées « les années de famine », causées principalement par le manque de compétences en agriculture, la mauvaise qualité des outils et les faibles quantités de nourriture disponibles.
La première ferme sur le continent australien, «neuf acres de blé» a été créée à Farm Cove en 1788 par le gouverneur Phillip. Bien que cette ferme n'ait pas réussi, la terre y a été constamment cultivée depuis cette époque, des moyens ayant été trouvés pour rendre ces sols relativement infertiles plus productifs. Les Jardins botaniques royaux de Sydney ont été créés sur ce site par le gouverneur Macquarie en 1816, comme partie du domaine du Gouverneur. Une longue histoire de collecte et d'étude des plantes commença avec la nomination du premier botaniste colonial, Charles Fraser, en 1817. Les jardins botaniques sont donc la plus ancienne institution scientifique en Australie et, depuis les premiers jours, ont joué un rôle important dans l'acclimatation de plantes provenant d'autres régions.
Watkin Tench (1758-1833) était un officier britannique arrivé en Australie en 1788 à bord de la First Fleet. On le connait aujourd'hui pour ses récits sur la fondation de Sydney, en Nouvelle-Galles du Sud, la première colonie européenne sur le continent australien. Il a mené des expéditions exploratoires et a visité la Nepean River. Il a étudié et a traité en ami des Aborigènes (Bennelong y compris) et enregistré les premières tentatives de mise en culture par les colons. Il a navigué pour l'Angleterre en 1791. Il a publié plus tard trois livres dont deux au sujet de ses aventures en Nouvelle-Galles du Sud: Narrative of the Expedition to Botany Bay et Complete Account of the Settlement at Port Jackson. Écrits avec esprit et humanité, ses récits du voyage vers Sydney et de la vie dans la colonie sont considérés les plus perspicaces et les plus littéraires des récits contemporains.
L'installation d'Européens dans la région eut un effet désastreux sur la population locale aborigène. Dans les premiers jours d'installation de la colonie, les Aborigènes furent contaminés par des maladies comme la rougeole, la varicelle ou la variole, maladies contre lesquelles ils ne possédaient pas d'immunité. Le premier gouverneur, Arthur Phillip, a été chargé d'établir des rapports avec les Aborigènes et de vivre dans l'amitié et la bonté avec eux mais les maladies européennes, l'alcool et l'expansion coloniale ont rapidement exercé un effet destructif sur la population indigène. Contrairement à ce qui se passa pour les autres expéditions qui suivirent, le gouverneur Phillip avait voulu développer des relations très étroites entre colons et Aborigènes, suivant ainsi les règles des standards de l'époque.

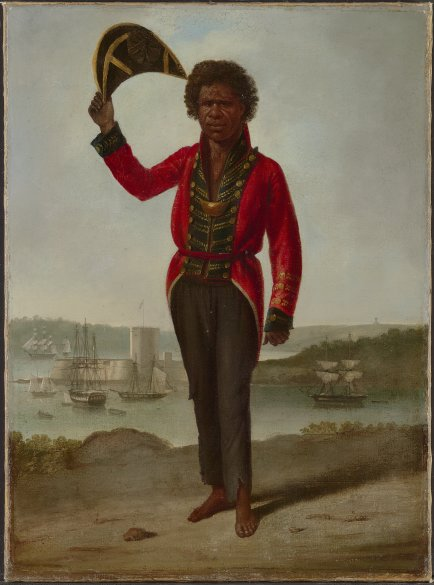
Portrait de Bungaree, avec le fort Macquarie, et le port de Sydney, à l'arrière-plan.

Watkin Tench suggéra que l'épidémie aurait été due au fait que les Aborigènes auraient déterré un marin français mort de la varicelle peu après son arrivée en Australie et qui aurait été enterré à Botany Bay. Cependant, les coutumes très strictes des Aborigènes concernant les tombes et les cadavres rendent cette hypothèse très peu vraisemblable. Une autre possibilité suggérée par Tench est que l'un des médecins de l'expédition aurait ramené avec lui une fiole contenant le virus de la varicelle et qu'il aurait inoculé la maladie à titre expérimental à des colons et à des Aborigènes pour les immuniser et que c'est ainsi que les Aborigènes auraient été contaminés.
Quelle que soit la cause de la situation, le résultat fut catastrophique pour le peuple Eora et leurs descendants et au début des années 1800, on estime que la population aborigène de la région avait été ramenée à 10 % de la population de 1788.
Bennelong (1764-1813) était un Aborigène d'Eora, dans la région du Port Jackson, qui a été enlevé par les colons et qui a servi de premier intermédiaire entre colons britanniques et les Aborigènes lors de l'arrivée des Européens en Australie. Bennelong et un ami sont allés avec Phillip en Angleterre en 1792, faisant d'eux les premiers Aborigènes australiens à visiter l'Europe.
Il y avait des autres médiateurs comme Bungaree, qui est connu comme explorateur, artiste et diplomate; et il y avait des résistants militant comme Pemulwuy. En 1790, Pemulwuy, un Aborigène membre du peuple bidjigal, tue le colon John McIntyre, qu'il accusait d'avoir tué des Aborigènes. À partir de 1792, il mène des attaques répétées contre des colons. Il est finalement abattu en 1802. Sa tête est tranchée et envoyée à Londres, accompagnée d'une lettre du gouverneur Philip King soulignant sa bravoure. Il reste une figure emblématique de la résistance aborigène à la colonisation britannique de l'Australie.

## Premier Sydney

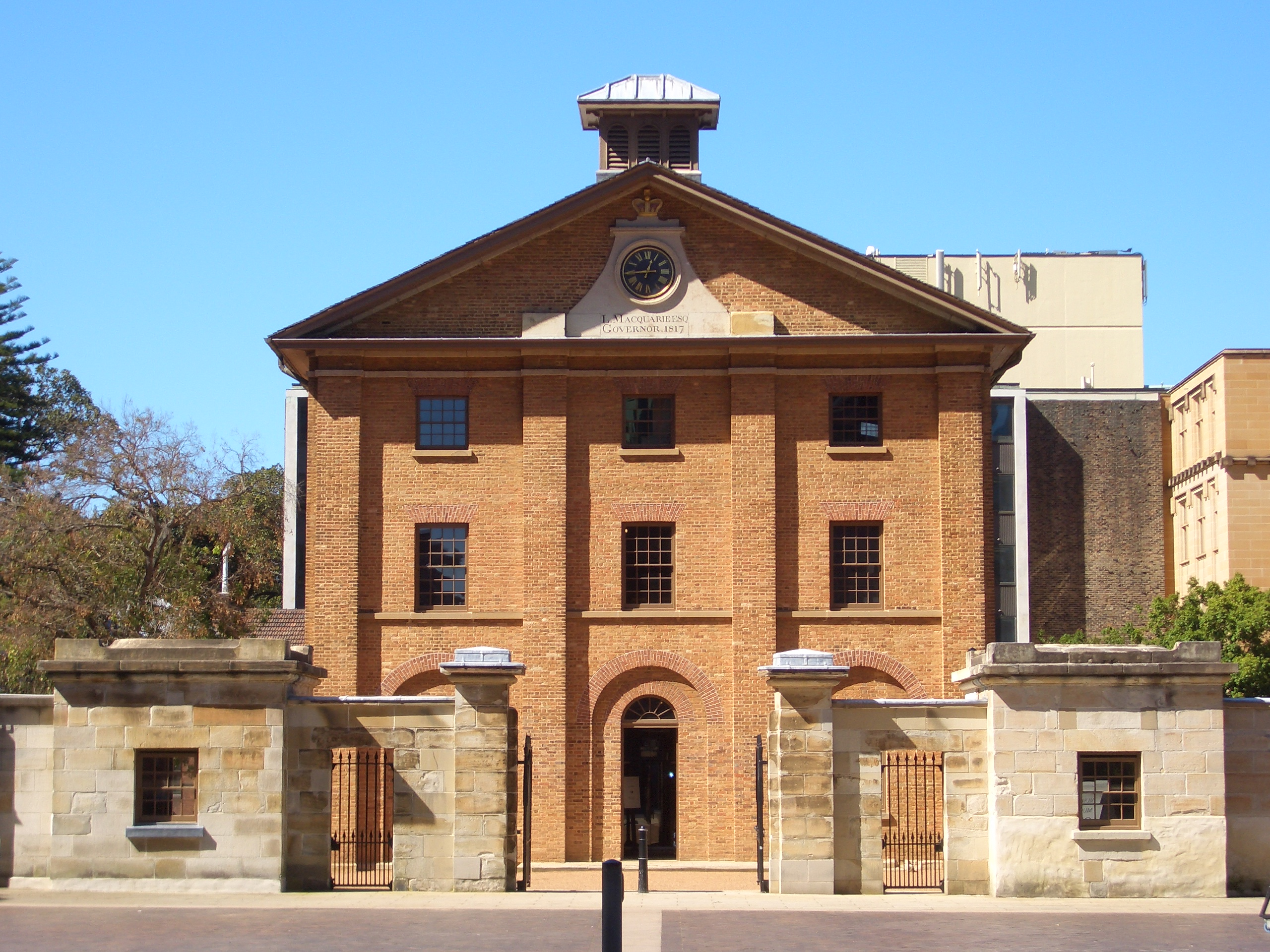
Hyde Park Barracks (Sydney), qui est inscrit sur la liste du patrimoine mondial de l'UNESCO en 2010 comme partie des sites de bagnes australiens.

Les colonies pénitentiaires en Australie accueillirent des dizaines de milliers des condamnés. Chacun avait une vocation propre, qu'il s'agisse d'enfermement punitif ou de rééducation par le travail forcé au service du projet colonial. Selon l'UNESCO, des Sites de bagnes australiens de Sydney présentent des meilleurs exemples survivants de la déportation de criminels à grande échelle et de l'expansion colonisatrice des puissances européennes par la présence et le travail des bagnards et Hyde Park Barracks et l'Old Government House est inscrit depuis 2010 sur la liste du patrimoine mondial.
Old Government House à Parramatta était la résidence des dix premiers gouverneurs de Nouvelle-Galles du Sud. La partie centrale de la maison a été construite par le gouverneur John Hunter (1737-1821) en 1799. Bâti sur les 100 hectares du parc de Parramatta, Old Government House est le plus ancien bâtiment public australien. Les premiers gouverneurs ont détenu un pouvoir quasiment autocratique, dû à la distance avec la Grande-Bretagne et à la pauvreté des communications de l'époque, jusqu'en 1824 quand le conseil législatif de Nouvelle-Galles du Sud a été créé pour conseiller le gouverneur.
Le premier Sydney fut l'œuvre du travail harassant des premiers colons. Dans les premières années, la sècheresse et les maladies ont causé de graves problèmes aux colons, mais la situation s'améliora rapidement. Le gouvernement militaire colonial était confiant dans son armée, le corps de Nouvelle-Galles du Sud, surnommé le "Rhum Corps" parce qu'il avait le monopole de l'importation de l'alcool.
Des conflits éclatèrent parfois entre les gouverneurs et les officiers, beaucoup de ces derniers étant propriétaires de terrains comme John Macarthur. En 1808, ces heurts se transformèrent en une rébellion ouverte avec la "rébellion du Rhum" dans laquelle l'armée chassa le gouverneur William Bligh (affaire connue à l'heure actuelle sous le nom de la mutinerie du Bounty).
En 1808, la Rébellion du rhum fut le seul cas dans l'histoire de l'Australie de renversement d'un gouvernement par les militaires. William Bligh, alors gouverneur de la Nouvelle-Galles du Sud fut à l'origine de cette rébellion lorsqu'il tenta de normaliser les échanges commerciaux en interdisant l'usage des spiritueux comme monnaie d'échange pour le paiement de produits. Le New South Wales Corps, un corps d'infanterie installé dans la région et qui était impliqué dans ce commerce n'accepta pas son intervention et la querelle dégénéra en rébellion militaire. Bligh fut arrêté par le New South Wales Corps qui prit le contrôle de la colonie. Bligh fut détenu pendant plus d'une année, jusqu'à ce qu'il accepte de repartir pour l'Angleterre. En 1809, le gouvernement britannique le remplaça par Lachlan Macquarie, gouverneur de 1810 à 1821, et qui joua un grand rôle dans la transformation de cette colonie pénitentiaire en une nouvelle base de peuplement civil. Il décida que les bagnards ayant terminé leur peine, devaient être réintégrés dans la société au rang qui était le leur avant leur condamnation. Des échanges profitables des laines sont établis avec l'Europe et de grands édifices publics sont construits par l'architecte Francis Greenway. Un ex-prisonnier, Greenway (1777-1837), est devenu le premier architecte notable à Sydney et un certain nombre de ses conceptions existent toujours.
Macquarie ordonna de construire une route depuis Sydney jusqu'à la Nepean River et elle fut mise en service en avril 1811. Une autre route reliant Parramatta à Penrith fut mise en service en 1817 ; elle fut prolongée par la route que fit construire William Cox à travers les Montagnes bleues.
Les bâtiments d'Hyde Park Barracks ont été conçus par l'architecte Francis Greenway et construits entre 1818 et 1819. Situés à l'extrémité sud de Macquarie Street, et construite par les détenus, ils étaient la principale caserne de Nouvelle-Galles du Sud chargée d'accueillir les forçats hommes, et elle a reçu les condamnés qui travaillaient dans l'emploi public autour de Sydney jusqu'à sa fermeture à la mi-1848.
La première pierre de la première cathédrale catholique Sainte Marie de Sydney  fut posée en 1821 par le gouverneur Macquarie et il a prévu de construire une vaste cathédrale Anglicane à l'emplacement actuel de la Cathédrale Anglicaine de Saint Andrew.
La politique du gouverneur Macquarie vis-à-vis des Aborigènes montre sa conscience humanitaire : il fait aménager une école pour leurs enfants; un village et une ferme indigène pour la tribu de Sydney et organise une réunion annuelle pour eux à Parramatta. Il accorde des Ordres du mérite à leurs chefs, mais quand les indigènes montrent des signes d'hostilité, il organise un commando militaire pour les châtier.
Le Sydney Royal Easter Show (le salon royal de l'agriculture de Sydney à Pâques) est organisé chaque année à Sydney depuis 1823.
The Rocks est le quartier le plus ancien de Sydney, les premiers bâtiments construits en 1788 sont en grès d'où le nom de The Rocks qui a été donné à ce quartier. À l'origine, il était fréquenté par les marins et les prostituées, puis à la fin des années 1800 par des gangs. Plusieurs projets de reconstruction ont été entrepris, stoppés par les deux guerres mondiales. Sous la pression des habitants du quartier, des bâtiments anciens ont pu être conservés et restaurés. Le quartier est maintenant un lieu touristique, connu pour son marché qui est ouvert toutes les fins de semaine et pour ses pubs et magasins de souvenirs.

### Premier journal
Le premier journal de Sydney fut la « gazette de Sydney » (The Sydney Gazette) créée par George Howe. Elle parut de façon irrégulière entre 1803 et 1842 mais néanmoins constitue une source de renseignements sur les débuts de développement de Sydney.
The Sydney Morning Herald rejoignit la Sydney Gazette comme quotidien en 1831. Il continue toujours à paraître.

## L'ère de la ruée vers l'or
L'Australie connut bon nombre de ruées vers l'or dans le milieu des années 1800, la première commençant avec la découverte d'or à Bathurst (à 150 km à l'ouest de Sydney) en 1851. Un grand nombre d'immigrants débarquèrent à Sydney et la population passa de 39 000 à 200 000 habitants en vingt ans. Les besoins en infrastructures pour faire face à une telle croissance de la population et l'activité économique qui en résulta conduisirent à des investissements massifs entre 1850 et 1860 pour les chemins de fer et le matériel portuaire. Après une période de forte croissance, la découverte d'or dans l'état de Victoria commença à drainer les habitants de Sydney vers Melbourne et une forte rivalité commença à se développer entre les deux villes. Cette rivalité arriva à son apogée quand les deux villes s'affrontèrent pour être capitale fédérale, dispute qui s'acheva par la création de Canberra.

## Croissance

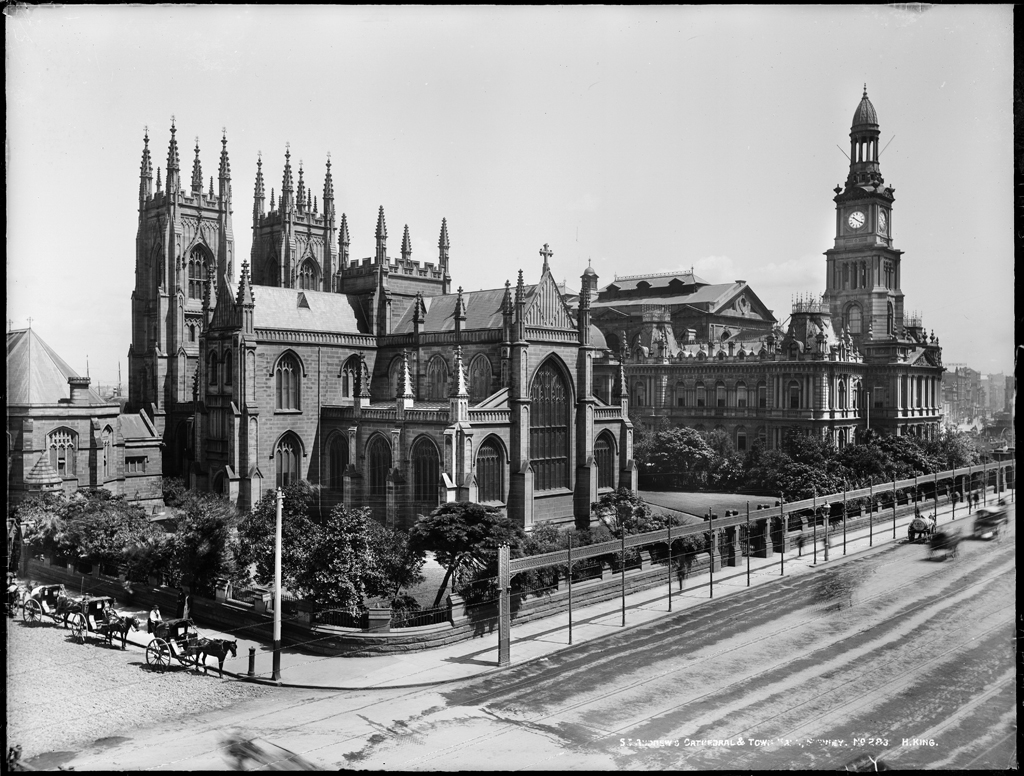
Cathédrale St. Andrew et l'Hôtel de ville de Sydney, c. 1900.

Dès les années 1840, la ville a eu un conseil élu. La « Cité de Sydney », une zone d'administration locale composée du quartier des affaires de Sydney et des quartiers environnants, fut fondée en 1842 par le Corporation Act et concernait les actuels habitants de Sydney, Surry Hills, Chippendale et Pyrmont, soit une aire de 11,65 km2. Six districts furent créés et délimités par des postes-frontières. Les frontières de la Cité de Sydney ont changé assez régulièrement depuis 1900. L'Hôtel de ville de Sydney a été construit pendant les années 1880.
La fin de l'envoi de bagnards et la croissance rapide de la population à la suite de la ruée vers l'or a entraîné une demande populaire pour un parlement élu et un gouvernement responsable. La New South Wales Constitution Act of 1855 (la Loi constitutionnelle de la Nouvelle-Galles du Sud de 1855) créa un parlement bicaméral en Nouvelle-Galles du Sud, avec une chambre basse, l'Assemblée législative de Nouvelle-Galles du Sud, composée de 54 membres élus par des hommes adultes qui devaient satisfaire à quelques conditions très modérées. En 1858, les restrictions de vote pour élire l'Assemblée furent abolies et le vote à bulletin secret mis en place. À partir de 1860, le gouvernement de Nouvelle-Galles du Sud est devenu de plus en plus stable et assuré. Les deux chambres législatives du Parlement siègent dans les locaux historiques du Parlement de Nouvelle-Galles du Sud. Il est situé sur le côté est de la Macquarie Street. La façade se compose d'un bâtiment géorgien de deux étages, le plus ancien bâtiment public de la ville de Sydney, flanque de deux ajouts victoriens contenant les chambres parlementaires. Ces bâtiments sont reliés depuis 1970 à un immeuble de douze étages situé à l'arrière, et donnant sur The Domain.
En 1848, William Wentworth proposa au conseil législatif de transformer le Collège de Sydney (Sydney College) en une université. L'Université de Sydney fut créée en 1850. Deux ans plus tard, l'Université était inaugurée le 11 octobre 1852 dans le grand amphithéâtre de ce qui est aujourd'hui la faculté des Lettres de Sydney. En 1859, l'université déménagea sur son site actuel dans le quartier de Camperdown.
L’Australian Museum de Sydney, centré sur l’histoire naturelle et l’anthropologie, est le plus ancien muséum d’Australie. En 1826, l’entomologiste, membre de la Société linnéenne de Londres, Alexander Macleay (1767-1848), commence à œuvrer pour l’ouverture d’un muséum. Celui-ci est d’abord installé dans une pièce des bureaux du secrétaire colonial puis dans différents lieux à Sydney. Il ne trouve sa place actuelle qu’en 1849. L’immeuble ouvre ses portes au public en mai 1857.
Le parc national Royal, au sud de la métropole Sydney est fondé par Sir John Robertson, alors premier ministre de Nouvelle-Galles du Sud en 1879, il est le deuxième plus vieux parc national au monde, après le parc national de Yellowstone aux États-Unis. Le Sydney Cricket Ground a accueilli son premier match de first-class cricket en 1879. Le premier test joué au SCG débuta le 17 février 1882 et opposa l'Australie à l'équipe d'Angleterre.
Inspirés par les impressionnistes français, les ateliers d'artistes se sont épanouis autour du Sydney Harbour dans les années 1880 et 1890, aux endroits idylliques - allant de Balmoral Beach et Curlew Camp à Sirius Cove, là où Arthur Streeton et Tom Roberts ont peint certains des chefs-d'œuvre reconnus de l'art australien. Sydney a tardé à créer une galerie d'art importante. L'impulsion est venue pendant les années 1870, quand l'agitation politique en Europe a suscité l'intérêt en Australasie dans la notion de devenir un nouveau conservateur de la civilisation Occidentale. Une académie d'art a été formée en 1870; une collection d'art a été déplacée à l'emplacement actuel de la Galerie d'Art de Nouvelle-Galles du Sud en 1885 et la construction du bâtiment actuel a commencé en 1896, pour refléter l'idéal du XIXe siècle d'un "temple classique à l'art". La galerie accueille le prix d'art le plus prestigieux d'Australie: le Prix Archibald pour le portrait. Ce prix d'art a commencé en 1921.
Les hommes politiques du Sydney ont été particulièrement actifs dans le processus de la Fédération à la fin du XIXe siècle. Après une longue dispute entre Sydney et Melbourne pour savoir laquelle des deux villes deviendrait capitale fédérale, on trouva le compromis suivant : la capitale fédérale serait située en Nouvelle-Galles du Sud, à plus de 100 kilomètres de Sydney (le site de Canberra fut choisi en 1908).

## XXesiècle

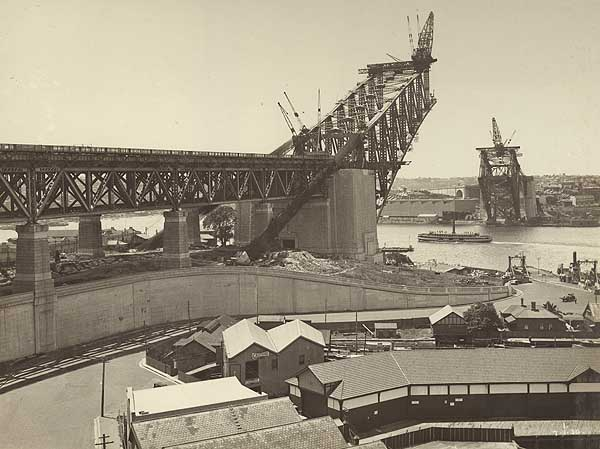
La construction du pont de Sydney c.1926.

Avec le développement industriel, Sydney s'étendit rapidement et au début du XXe siècle, la ville possédait plus d'un million d'habitants.
L'importance des poursuites récréationnelles presses de la plage s'est développée au tournant du siècle. Le club célèbre de sauvetage aquatique de la plage de Bondi a été établi en 1906 et le Surf lifesaving, un mouvement de sauvetage aquatique volontaire organisé ayant des compétitions de sauvetage devenu plus en plus populaire.
Le zoo de Taronga est inauguré en 1916, situé sur les rives du port de Sydney dans le faubourg de Mosman.
En 1928, le Capitol Theatre (en) a ouvert à Sydney. L'architecture exquise de l'intérieur reprend le style Floretine avec des balustrades et des statues classiques. L'acoustique et l'angle de vision ont été superbes. Après de longues périodes de négligence, le théâtre a subi une restauration de 35 millions $ et a rouvert en 1995 pour accueillir des productions importantes : troupes internationales de ballet, chanteurs；comédiens et théâtre musical.
La Grande Dépression frappa sévèrement Sydney et l'un des souvenirs les plus voyants de cette crise est le pont de Sydney (the Sydney Harbour Bridge) en 1932. La construction du pont coïncida avec la construction d'un métro connu sous le nom de "City Circle" et le pont fut conçu en tenant compte de cette autre construction. Au départ le pont devait recevoir une route à six voies au centre, deux voies de chemin de fer et une voie piétonne de chaque côté. Les deux paires de voies ferrées furent reliées par un système symétrique de rampes et de tunnels à la gare souterraine de Wynyard. La voie est était prévue pour relier par chemin de fer la gare de Wynyard aux plages nord de Sydney. La construction du pont commença en 1923. Les deux moitiés eut lieu le 19 août 1930. Juste avant l'inauguration officielle, le ruban de cérémonie fut coupé par Francis de Groot, farouche membre conservateur du groupe paramilitaire "The New Guard". Le ruban fut attaché à nouveau hâtivement avant que le pont ne soit inauguré officiellement le 19 mars 1932 par le premier ministre de Nouvelle-Galles du Sud, Jack Lang, et par le gouverneur, Sir Philip Game.

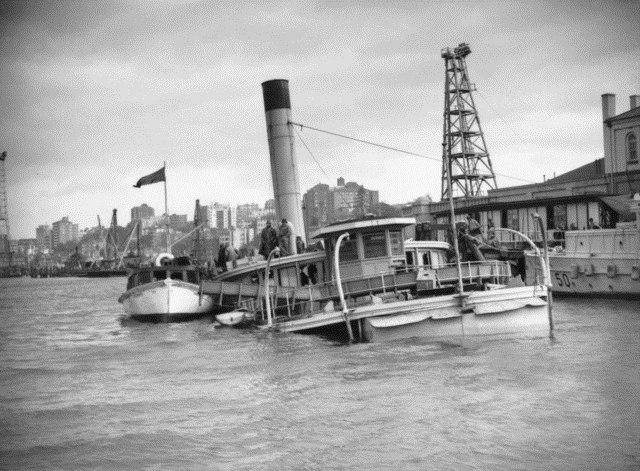
Le Kuttabul après l'attaque japonaise dans la baie de Sydney en 1942.

Durant la guerre du Pacifique, la ville devient une importante base navale pour les Alliés et subit en 1942 une attaque de mini-submersibles japonais. Dans la nuit du 31 mai au 1er juin, trois sous-marins japonais de classe Ko-hyoteki, chacun avec deux membres d'équipage, entrèrent dans le port de Sydney, évitant partiellement le filet sous-marin en cours de construction à l'entrée du port et tentèrent de couler des navires de guerre alliés. Après avoir été détectés et attaqués, les équipages de deux sous-marins sabordèrent leurs sous-marin et se suicidèrent sans avoir pu toucher de navires alliés. Les sous-marins ont été ensuite récupérés par les Alliés. Le troisième sous-marin tenta de torpiller le croiseur lourd américain USS Chicago, mais au lieu de cela coula le ferry australien Kuttabul transformé en navire de guerre, tuant 21 marins. Le 8 juin au matin, l'I-24 et l'I-21 bombardèrent brièvement Sydney et Newcastle. Le commandant ordonna à son équipage de viser le pont de Sydney. Celui-ci tira dix obus en quatre minutes; neuf atterrirent dans la banlieue Est de la ville et le dixième tomba dans l'eau.
Au cours de l'après-guerre, 5 universités ont été développés à Sydney: l'Université de Nouvelle-Galles du Sud, l’Université Macquarie, l'Université de technologie (Sydney), l'Université occidentale de Sydney, et l'université catholique australienne.
Pendant tout le XXe siècle, la ville de Sydney continua à se développer avec différentes vagues de colons d'abord européens puis asiatiques ce qui donne à la ville son aspect cosmopolite qu'on lui connait aujourd'hui. Australia Square Tower, un gratte-ciel de bureaux construit en 1967 dans le Central business district a été dessinée par l'architecte Harry Seidler. Seidler est considéré comme l'un des principaux représentants du modernisme en Australie. Sydney Tower (aussi connue sous le nom "Centrepoint") est la plus haute structure autoportante de Sydney depuis 1981 (hauteur de l'antenne, 305 m).
Le Festival du film de Sydney est un festival de cinéma australien se déroulant à Sydney depuis 1954.
En 1973, fut inauguré l'Opéra de Sydney qui est devenu le théâtre le plus célèbre du XXe siècle dans le monde entier. La Sydney Theatre Company a été fondée en 1978. Il devint une principale compagnie de théâtre australienne, et a lancé les carrières de beaucoup d'acteurs internationalement célèbres : Mel Gibson, Judy Davis, Hugo Weaving, Geoffrey Rush et Toni Collette. Il est actuellement dirigé par Cate Blanchett et Andrew Upton. Il est basé au Wharf Theatre sur le port de Sydney.
Sydney accueille de nombreux festivals et certaines des plus grandes manifestations sociales et culturelles d'Australie. Il s'agit notamment la Biennale de Sydney (Biennale of Sydney) fondée en 1973 et qui les années paires offre un festival d'art contemporain; le festival de Sydney depuis 1977, qui est le plus grand festival d'art australien avec des représentations en salle et des spectacles gratuits en plein air qui a lieu tout au long du mois de janvier; le Gay and Lesbian Mardi Gras le long d'Oxford Street depuis 1978; et de nombreux autres festivals de film tels que les festivals de court-métrage Tropfest et Flickerfest. Le festival Big Day Out du rock contemporain et de la musique électronique naît en 1992 à Sydney. Sculpture by the Sea est un prix d'art annuelle en plein-air de Sydney depuis 1997. Il est situé sur la côte spectaculaire de Sydney.

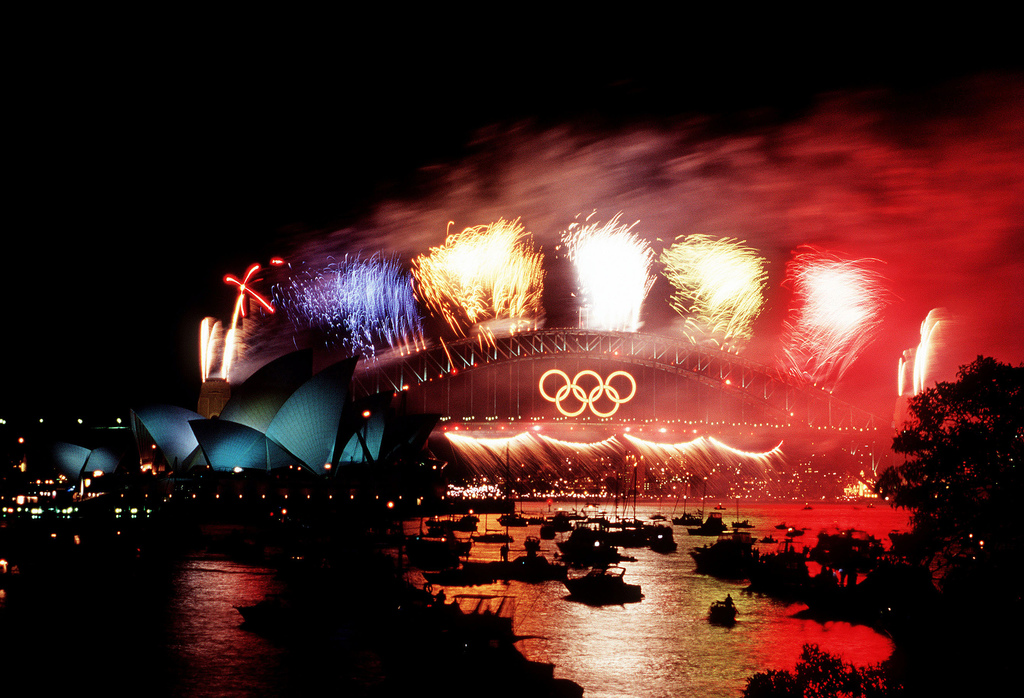
Jeux olympiques d'été de 2000 à Sydney.

Sydney a accueilli les Jeux olympiques d'été de 2000. Les Jeux olympiques d'été de 2000 à Sydney ont fourni un événement théâtral d'étalage pour les thèmes de la culture australienne. La cérémonie d'ouverture, conçu par Ric Birch et David Atkins, exprimée l'histoire australienne par la danse, avec des segments a consacré à l'histoire indigène ; l'arrivée des Anglais ; le romance du Bush australien; et la période moderne de l'immigration multiculturelle. Cathy Freeman, australienne aux origines aborigènes, allume la flamme olympique en tant que dernière relayeuse de la torche.
La ville eut également en charge l'organisation de la Coupe du monde de rugby à XV 2003; le sommet de l'APEC (Coopération économique pour l'Asie-Pacifique) en 2007 où les chefs d'État de tous les États membres étaient présents à Sydney ; et des journées mondiales de la jeunesse 2008.
Les principaux secteurs économiques à Sydney, mesurés en nombre de personnes employées, sont l’immobilier et les services, le commerce de détail, l’industrie, et les services publics et de santé. Depuis les années 1980, de nombreux emplois ont migré de l’industrie aux services et aux secteurs de l'information. En novembre 2005, le taux de chômage à Sydney était de 4,2 %.

## Origine de la population
La majorité des habitants de Sydney sont d'origine britannique ou irlandaise. Puis sont arrivés des colons de toutes origines notamment italiens, grecs, juifs, libanais, Sud-Africains, asiatiques du sud (notamment indiens, sri-lankais et pakistanais), soudanais, turcs, macédoniens, croates, serbes, sud-américains (brésiliens, chiliens et argentins), européens de l'est (tchèques, polonais, russes, ukrainiens et hongrois et Asie de l'est (notamment chinois, coréens et vietnamiens).
- 1800 : 3 000 habitants
- 1820 : 12 000
- 1851 : 39 000
- 1871 : 200 000
- 1901 : 500 000
- 1925 : 1 million
- 2003 : 4,3 millions
- 2017 : 5,1 millions